# Sint-Pieterskerk (Emelgem)

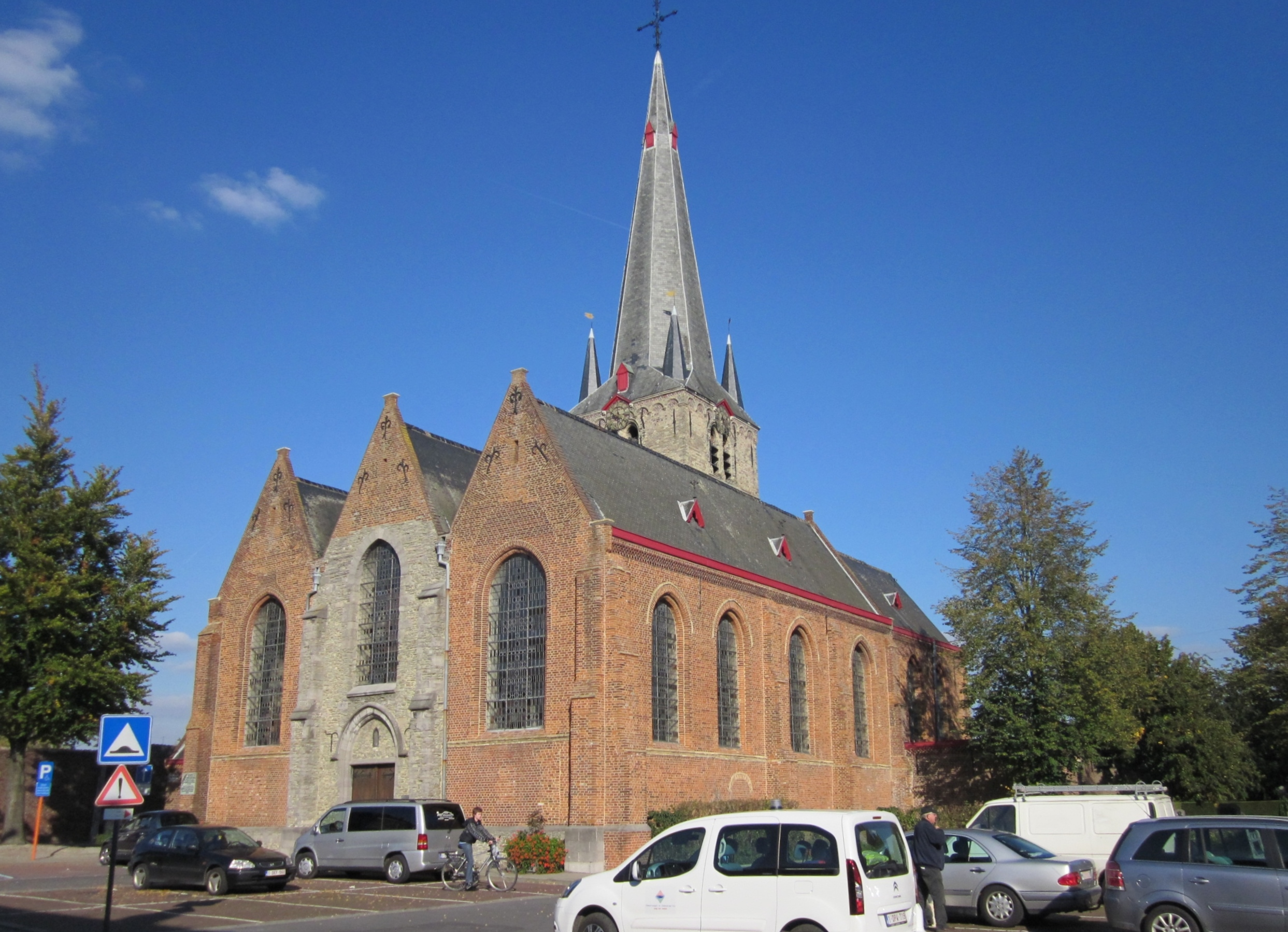
Sint-Pieterskerk

De Sint-Pieterskerk is de parochiekerk van de tot de West-Vlaamse gemeente Izegem behorende plaats Emelgem, gelegen aan Emelgemseplein 2.

## Geschiedenis
In de 12e eeuw was er sprake van een romaanse zaalkerk, maar in de 2e helft van de 13e eeuw ontstond er een driebeukige vroeggotische kruiskerk, welke in de 15e eeuw werd verbouwd tot een laatgotische driebeukige hallenkerk. Deze werd echter in 1566 vernield door de beeldenstormers.
In de eerste helft van de 16e eeuw begon men met de herbouw, zo werd de noorderbeuk in 1620 hersteld en tussen 1630 en 1644 werd de rest van de kerk hersteld. Ook in de 18e eeuw werd er aan de kerk gewerkt, met name in de tweede helft van deze eeuw (1766, 1769). In 1895 werden veel verbouwingen in neogotische trant uitgevoerd. In 1954 werd de kerk getroffen door brand. Ook in 1981-1983 werden werkzaamheden uitgevoerd waarbij de neogotische elementen weer verwijderd werden.

## Gebouw
Het betreft een driebeukige bakstenen hallenkerk met vieringtoren op vierkante plattegrond. De westgevel van de middenbeuk is in natuursteen uitgevoerd en stamt uit de 2e helft van de 13e eeuw. Het interieur is in classicistische stijl vormgegeven.

## Meubilair
Het tabernakel is van de 18e eeuw en komt uit het Grauwzustersklooster van Izegem. De preekstoel is van 1644. De communiebank is van 1780. De biechtstoelen en de lambrisering zijn van 1769.